# Pallejà
Pallejà (em catalão e oficialmente) ou Pallejá (em castelhano) é um município da Espanha, na comarca de Baix Llobregat, província de Barcelona, comunidade autónoma da Catalunha. Tem 8,3 km² de área e em 2021 tinha 11 636 habitantes (densidade: 1 401,9 hab./km²).